# Кудряшов, Владимир Данилович
Владимир Данилович Кудряшов (20 апреля 1935 — 24 октября 1968) — советский хоккеист, защитник. Мастер спорта СССР.

## Биография
Родился 20 апреля 1935 года. В возрасте четырнадцати лет был принят на работу на завод ГАЗ в качестве обычного сотрудника, спустя год начал играть в хоккей с шайбой в ДЮСШ на базе завода. В ряды ХК «Торпедо» играл с 1955 по 1965 год. В 1961 году стал вторым призёром чемпионата СССР, в том же году стал финалистом Кубка СССР. Провёл 380 матчей и забил более 20 шайб. Застрелился в 1968 году.